# Athina 90
El Athina 90 es un equipo de fútbol sala de Atenas, Grecia. Fundado en 1990, el Athina'90 es, a día de hoy, el equipo más importante del país heleno, habiendo ganado los últimos 8 campeonatos de Liga de forma consecutiva. Solo otros dos equipo han conseguido en este tiempo quedar por encima del Athina 90 (el Kosmos Voria y el Doukas SAC). Prueba de su dominio en el fútbol griego es el hecho de que en la última temporada ganase todos los partidos, menos el último, que empató. Es un fijo en la UEFA Futsal Cup.
Este conjunto ateniense fue uno de los pioneros en el fútbol sala griego, participando en la fundación de la primera edición de la Liga Griega de Fútbol Sala. Posee además diversas categorías inferiores, y tiene acuerdos de colaboración con equipos de toda Europa; como Manchester United y el FC Coruña, además de otros como Action 21 Charleroi, Benfica, Sporting de Lisboa o DINA de Moscú, en menor medida. 
El escudo del Athina 90 representa la "tumba del atleta", una lápida del siglo V A.C. que representa a un hombre jugando con un balón, encontrada en las obras del Metro de Atenas.

## Primera Plantilla
|    | Nac.    | Nombre                 |  |
| -- | ------- | ---------------------- |  |
| 1  | Grecia  | Dimitrios Theofilou    |  |
| 2  | Grecia  | Ilias Bousmpouros      |  |
| 3  | Grecia  | P. Paouris             |  |
| 4  | Albania | Geantian Begaj         |  |
| 5  | Grecia  | Sokratis Mourdoukoutis |  |
| 6  | Grecia  | Ilias Diamantopoulos   |  |
| 7  | Grecia  | D. Arvanitis           |  |
| 8  | Grecia  | Pamagiotis Antinos     |  |
| 9  | Grecia  | S. Papaefstratiou      |  |
| 10 | Grecia  | Oratios Iliadis        |  |
| 11 | Grecia  | A. Ziakas              |  |
| 12 | Grecia  | D. Zervas              |  |
| 13 | Grecia  | C. Theodoropoulos      |  |
| 15 | Grecia  | Angelos Emmanoulidis   |  |

## Palmarés
Source:
- 10 Ligas: 1998, 2000, 2002, 2003, 2004, 2006, 2007, 2008, 2009, 2010
- 2 Copas: 2002, 2007

## Enlaces
- Sitio oficial
- Perfil del Club Athina'90 en UEFA.com

- Datos: Q3627963